# 웨슬리 모건
웨슬리 모건(Wesley Morgan, 1990년 10월 5일 ~ )은 캐나다의 배우이다.

## 출연 작품
- 포세이큰 (2015)
- 언내처럴 히스토리 (2010)
- 스코어: 하키 뮤지컬 (2010)
- 해리엣 더 스파이: 블로그 워즈 (2010)
- 록커 (2008)
- 사랑의 악마 (1998)